# س. ألين باركر
س. ألين باركر (بالإنجليزية: C. Allen Parker)‏ هو محامي أمريكي، ولد في 17 فبراير 1955 في جاكسونفيل في الولايات المتحدة.